# Coppa di Svizzera 2018-2019 (pallavolo femminile)
La Coppa di Svizzera 2018-2019 si è svolta dal 28 agosto 2018 al 30 marzo 2019: al torneo hanno partecipato 134 squadre di club svizzere e la vittoria finale è andata per la prima volta al Neuchâtel.

## Regolamento
- Alla competizioni sono state ammesse tutte le squadre impegnate nei campionati di livello nazionale, ossia la Lega Nazionale A, Lega Nazionale B e 1. Lega, oltre che quelle impegnate nei campionati di livello regionale, ossia la 2. Lega,la 3. Lega e la 4. Lega.
- Tutti gli incontri si svolgono in gara unica, sempre in casa della formazione di categoria più bassa, ad eccezione della finale, giocata in campo neutro; nel caso in cui due formazioni provenissero dalla stessa categoria, si gioca in casa di quella col peggior piazzamento nella stagione precedente.
- Le squadre di livello provinciale scendono in campo fin dal primo turno, quelle provenienti dalla 1. Lega debuttano al secondo turno, quelle provenienti dalla Lega Nazionale B al quinto turno e quelle provenienti dalla Lega Nazionale A agli ottavi di finale.

## Squadre partecipanti
| - Aadorf - Aarau - Allschwil - Amriswil - Andwil-Arnegg - Appenzeller Bären - Arosa - Audax - Bödeli-Unterseen - Bösingen - Bubendorf - Bütschwil - CAP - Chênois - Cheseaux - Chur - Colombier - Cossonay - Delémont - Dietwil - Düdingen - Ecublens - Einsiedeln - El Volero Räterschen - Embrach - Emmen-Nord - Franches-Montagnes - Freies Gymnasium - Friburgo - Fully - Gelterkinden - Genève - Gerlafingen - Glaronia | - Goldach - Gommiswald - Grenchen - Gym Liestal - Hallau - Hochdorf Audacia - Hüttwilen - Jona - Kanti - Kanti Limmattal - Kappel - Kestenholz-Niederbuchsiten - Köniz - Konolfingen - Kreuzlingen - Kriens - La Côte - La Suze - Lägern Wettingen - Lalden - Lancy - Langenthal - Langnau - Laufen - Le Locle - Linth - Losanna UC - Lugano - Lunkhofen - Malters - March - Martigny - Mellingen - Münchenbuchsee | - Münsingen - Muri Berna - Murten - Mutschellen - Muttenz - Näfels - Neuchâtel - Neuenkirch - Nidau - Novartis - Oberdiessbach - Oensingen - Oerlikon - OTA - Pfäffikon - Porrentruy - Pratteln NS - Raiffeisen - Rämi Zurigo - Rätia - Rheinfelden - Riehen - Rüschlikon - S9 - San Gallo - Satus Köniz - Schmitten - Schönenwerd - Sense - Servette - Seuzach - Sm'Aesch Pfeffingen - Smash Winterthur - Solothurn | - Spada Academica - Spiez - St. Johann - Steinen - Steinhausen - Sursee - Steinen - Tafers - Therwil - Thun - Tornado Adliswil - Ueberstorf - Uettligen - Uni Berna - Uster - Utzenstorf - Uzwil - Val-de-ruz Sport - Vallemaggia - Visp - Voléro Zurigo - Volero Zurigo - Volewa Wald - Volleya Obwalden - Wädivolley - Waltenschwil - Welschenrohr - Wetzikon - Wiedikon - Wil - Würenlingen - Wyna |

## Torneo

### Primo turno
| 28 agosto 2018 Breite, Bütschwil Durata: ? - Spettatori: ?                         | Bütschwil                  | 2 - 3 | Appenzeller Bären | 25-20, 25-23, 13-25, 22-25, 3-15  |
| 5 settembre 2018 OSZ Gommiswald, Gommiswald Durata: ? - Spettatori: ?              | Gommiswald                 | 0 - 3 | Tornado Adliswil  | 8-25, 4-25, 7-25                  |
| 6 settembre 2018 Kleine Kreuzzelg 2, Mellingen Durata: ? - Spettatori: ?           | Mellingen                  | 3 - 2 | Würenlingen       | 25-16, 23-25, 21-25, 26-24, 15-8  |
| 6 settembre 2018 Turnhalle, Waltenschwil Durata: ? - Spettatori: ?                 | Waltenschwil               | 0 - 3 | Allschwil         | 6-25, 5-25, 10-25                 |
| 6 settembre 2018 Oberstufenschulhaus, Embrach Durata: ? - Spettatori: ?            | Embrach                    | 0 - 3 | Wiedikon          | 5-25, 2-25, 12-25                 |
| 10 settembre 2018 Turnhalle Linden, Linden Durata: ? - Spettatori: ?               | Oberdiessbach              | 3 - 0 | Langenthal        | 25-11, 25-10, 25-21               |
| 10 settembre 2018 Freies Gymnasium, Zurigo Durata: ? - Spettatori: ?               | Freies Gymnasium           | 1 - 3 | Goldach           | 24-26, 19-25, 27-25, 16-25        |
| 10 settembre 2018 MZH Dünnenhof, Welschenrohr Durata: ? - Spettatori: ?            | Welschenrohr               | 0 - 3 | CAP               | 17-25, 21-25, 15-25               |
| 10 settembre 2018 Mehrzweckhalle, Kestenholz Durata: ? - Spettatori: ?             | Kestenholz-Niederbuchsiten | 0 - 3 | Tafers            | 8-25, 14-25, 13-25                |
| 10 settembre 2018 Salle du Belluard, Friburgo Durata: ? - Spettatori: ?            | Friburgo                   | 3 - 2 | Oensingen         | 25-9, 18-25, 25-15, 18-25, 15-11  |
| 11 settembre 2018 Kantonsschule Rämibühl Halle G, Zurigo Durata: ? - Spettatori: ? | Rämi Zurigo                | 3 - 1 | OTA               | 25-22, 25-11, 23-25, 25-22        |
| 11 settembre 2018 Sporthalle Oberstufe Elsau, Elsau Durata: ? - Spettatori: ?      | El Volero Räterschen       | 0 - 3 | March             | 16-25, 11-25, 11-25               |
| 12 settembre 2018 Collège des Tuillières, Gland Durata: ? - Spettatori: ?          | La Côte                    | 0 - 3 | Cossonay          | 13-25, 10-25, 17-25               |
| 12 settembre 2018 Sporthalle Rietacker, Seuzach Durata: ? - Spettatori: ?          | Seuzach                    | 0 - 3 | Hallau            | 9-25, 22-25, 22-25                |
| 12 settembre 2018 Hemmerswil, Amriswil Durata: ? - Spettatori: ?                   | Audax                      | 0 - 3 | Uzwil             | 18-25, 19-25, 18-25               |
| 12 settembre 2018 Salle polyvalente, Cormoret Durata: ? - Spettatori: ?            | La Suze                    | 3 - 0 | Porrentruy        | 25-22, 25-21, 25-19               |
| 13 settembre 2018 Turnhalle St. Johann, Basilea Durata: ? - Spettatori: ?          | St. Johann                 | 0 - 3 | Wyna              | 10-25, 10-25, 10-25               |
| 13 settembre 2018 Turnhalle Kreuzbühl, Zurigo Durata: ? - Spettatori: ?            | Voléro Zurigo              | 0 - 3 | Linth             | 20-25, 12-25, 21-25               |
| 13 settembre 2018 Turnhalle Amlehn, Kriens Durata: ? - Spettatori: ?               | Kriens                     | 0 - 3 | Laufen            | 11-25, 12-25, 4-25                |
| 13 settembre 2018 Kantonsschule, Sursee Durata: ? - Spettatori: ?                  | Sursee                     | 3 - 1 | Malters           | 25-11, 25-18, 19-25, 25-17        |
| 14 settembre 2018 Lindenallee, Interlaken Durata: ? - Spettatori: ?                | Bödeli-Unterseen           | 0 - 3 | Spiez             | 17-25, 22-25, 21-25               |
| 14 settembre 2018 Sportanlage Sand, Coira Durata: ? - Spettatori: ?                | Rätia                      | 1 - 3 | San Gallo         | 25-19, 20-25, 24-26, 15-25        |
| 15 settembre 2018 Bezirkshalle, Steinen Durata: ? - Spettatori: ?                  | Steinen                    | 3 - 0 | Pratteln NS       | 25-8, 25-22, 25-23                |
| 16 settembre 2018 Bornblick, Kappel Durata: ? - Spettatori: ?                      | Kappel                     | 0 - 3 | Langnau           | 17-25, 22-25, 13-25               |
| 16 settembre 2018 Margeläcker 2, Wettingen Durata: ? - Spettatori: ?               | Lägern Wettingen           | 3 - 0 | Vallemaggia       | 25-21, 25-20, 25-11               |
| 17 settembre 2018 Salle La Blancherie, Delémont Durata: ? - Spettatori: ?          | Delémont                   | 3 - 0 | Colombier         | 25-12, 25-15, 25-11               |
| 17 settembre 2018 Kantihalle 4, Zugo Durata: ? - Spettatori: ?                     | Zug                        | 3 - 2 | Hochdorf Audacia  | 7-25, 25-19, 20-25, 25-17, 15-13  |
| 17 settembre 2018 Mehrzweckhalle, Utzenstorf Durata: ? - Spettatori: ?             | Utzenstorf                 | 0 - 3 | Bösingen          | 18-25, 22-25, 5-25                |
| 18 settembre 2018 Stockhorn, Konolfingen Durata: ? - Spettatori: ?                 | Konolfingen                | 1 - 3 | Satus Köniz       | 25-21, 19-25, 13-25, 17-25        |
| 18 settembre 2018 Kriegacker, Muttenz Durata: ? - Spettatori: ?                    | Muttenz                    | 1 - 3 | Mutschellen       | 22-25, 12-25, 25-23, 17-25        |
| 18 settembre 2018 Sporthalle Tellenfeld, Amriswil Durata: ? - Spettatori: ?        | Amriswil                   | 3 - 0 | Rüschlikon        | 25-13, 25-19, 25-23               |
| 19 settembre 2018 Kantonsschule Zürich Nord, Zurigo Durata: ? - Spettatori: ?      | Oerlikon                   | 0 - 3 | Arosa             | 18-25, 19-25, 24-26               |
| 20 settembre 2018 KZO, Wetzikon Durata: ? - Spettatori: ?                          | Wetzikon                   | 3 - 1 | Wädivolley        | 25-17, 25-22, 19-25, 25-22        |
| 20 settembre 2018 Lachen unten, Coira Durata: ? - Spettatori: ?                    | Chur                       | 2 - 3 | Einsiedeln        | 25-20, 21-25, 25-21, 17-25, 13-15 |
| 20 settembre 2018 Sporthalle Schadau, Thun Durata: ? - Spettatori: ?               | Thun                       | 1 - 3 | Sense             | 25-22, 21-25, 16-25, 24-26        |
| 20 settembre 2018 Berufsschule, Ziegelbrücke Durata: ? - Spettatori: ?             | Näfels                     | 1 - 3 | Uster             | 25-19, 23-25, 15-25, 10-25        |
| 20 settembre 2018 Sporthalle Elba, Wald Durata: ? - Spettatori: ?                  | Volewa Wald                | 2 - 3 | Wil               | 25-21, 20-25, 25-17, 21-25, 11-15 |
| 21 settembre 2018 , Bubendorf Durata: ? - Spettatori: ?                            | Bubendorf                  | 3 - 0 | Gelterkinden      | 25-19, 25-13, 25-15               |
| 21 settembre 2018 Salle Dorigny, Losanna Durata: ? - Spettatori: ?                 | Losanna UC                 | 3 - 1 | Lancy             | 25-17, 25-21, 22-25, 25-14        |
| 23 settembre 2018 Beunden, Nidau Durata: ? - Spettatori: ?                         | Nidau                      | 2 - 3 | Fully             | 25-15, 22-25, 25-16, 22-25, 8-15  |
| 23 settembre 2018 Engerfeld 1, Rheinfelden Durata: ? - Spettatori: ?               | Rheinfelden                | 1 - 3 | Emmen-Nord        | 20-25, 25-18, 17-25, 19-25        |
| 23 settembre 2018 Centre Sportif Sous-Moulin, Thônex Durata: ? - Spettatori: ?     | Chênois                    | 3 - 1 | Martigny          | 25-22, 25-14, 17-25, 25-18        |

### Secondo turno
| 19 settembre 2018 Sporthalle Schlossmatt, Münsingen Durata: ? - Spettatori: ?       | Münsingen        | 3 - 2 | Uettligen         | 25-17, 22-25, 25-19, 21-25, 15-10 |
| 20 settembre 2018 Kantonsschule Wiedikon, Zurigo Durata: ? - Spettatori: ?          | Wiedikon         | 0 - 3 | Andwil-Arnegg     | 20-25, 23-25, 24-26               |
| 20 settembre 2018 Berikerhus, Berikon Durata: ? - Spettatori: ?                     | Mutschellen      | 1 - 3 | Sursee            | 23-25, 19-25, 25-18, 20-25        |
| 24 settembre 2018 BBZ Uzwil, Niederuzwil Durata: ? - Spettatori: ?                  | Uzwil            | 3 - 0 | Goldach           | 25-17, 25-23, 25-18               |
| 25 settembre 2018 Mehrzweckhalle, Arosa Durata: ? - Spettatori: ?                   | Arosa            | 3 - 1 | Linth             | 25-27, 25-14, 25-17, 25-23        |
| 25 settembre 2018 MPS, Siebnen Durata: ? - Spettatori: ?                            | March            | 0 - 3 | Smash Winterthur  | 10-25, 11-25, 10-25               |
| 25 settembre 2018 Margeläcker 2, Wettingen Durata: ? - Spettatori: ?                | Lägern Wettingen | 3 - 0 | Novartis          | 25-20, 25-20, 25-19               |
| 27 settembre 2018 DH Zentrum, Grenchen Durata: ? - Spettatori: ?                    | Grenchen         | 3 - 0 | Solothurn         | 25-12, 25-19, 25-9                |
| 27 settembre 2018 Kantonsschule Rämibühl Halle G, Zurigo Durata: ? - Spettatori: ?  | Rämi Zurigo      | 3 - 0 | Pfäffikon         | 25-22, 25-20, 25-14               |
| 27 settembre 2018 Turnhalle Dietwil, Dietwil Durata: ? - Spettatori: ?              | Dietwil          | 0 - 3 | Allschwil         | 24-26, 16-25, 13-25               |
| 29 settembre 2018 KZO, Wetzikon Durata: ? - Spettatori: ?                           | Wetzikon         | 0 - 3 | San Gallo         | 12-25, 19-25, 26-28               |
| 30 settembre 2018 Ecole de Culture Générale, Delémont Durata: ? - Spettatori: ?     | Delémont         | 3 - 1 | Cossonay          | 18-25, 25-14, 25-17, 25-13        |
| 1º ottobre 2018 KMR, Zurigo Durata: ? - Spettatori: ?                               | Spada Academica  | 0 - 3 | Kanti Limmattal   | 14-25, 14-25, 13-25               |
| 1º ottobre 2018 MZH Geeren, Hüttwilen Durata: ? - Spettatori: ?                     | Hüttwilen        | 0 - 3 | Amriswil          | 19-25, 19-25, 11-25               |
| 1º ottobre 2018 Sappeten, Bubendorf Durata: ? - Spettatori: ?                       | Bubendorf        | 0 - 3 | Riehen            | 4-25, 22-25, 9-25                 |
| 1º ottobre 2018 Kantihalle 4, Zugo Durata: ? - Spettatori: ?                        | Zug              | 0 - 3 | Laufen            | 16-25, 23-25, 23-25               |
| 1º ottobre 2018 Salle du Belluard, Friburgo Durata: ? - Spettatori: ?               | Friburgo         | 3 - 2 | Tafers            | 25-20, 19-25, 25-14, 24-26, 15-6  |
| 1º ottobre 2018 Salle polyvalente Autigny, Autigny Durata: ? - Spettatori: ?        | CAP              | 2 - 3 | Satus Köniz       | 25-22, 23-25, 25-21, 18-25, 17-19 |
| 2 ottobre 2018 Bodenacker, Liestal Durata: ? - Spettatori: ?                        | Gym Liestal      | 1 - 3 | Wyna              | 18-25, 25-13, 16-25, 22-25        |
| 2 ottobre 2018 Turnhalle, St. Antoni Durata: ? - Spettatori: ?                      | Sense            | 1 - 3 | Uni Berna         | 25-22, 15-25, 22-25, 13-25        |
| 3 ottobre 2018 Rüsler, Niederrohrdorf Durata: ? - Spettatori: ?                     | Mellingen        | 1 - 3 | Steinen           | 18-25, 27-25, 20-25, 21-25        |
| 4 ottobre 2018 Gersaghalle, Emmenbrücke Durata: ? - Spettatori: ?                   | Emmen-Nord       | 0 - 3 | Neuenkirch        | 7-25, 22-25, 20-25                |
| 4 ottobre 2018 Collège de la Gradelle, Chêne-Bougeries Durata: ? - Spettatori: ?    | Chênois          | 0 - 3 | Ecublens          | 13-25, 8-25, 13-25                |
| 4 ottobre 2018 Salle de Dorigny, Losanna Durata: ? - Spettatori: ?                  | Losanna UC       | 1 - 3 | Servette          | 21-25, 25-21, 12-25, 18-25        |
| 4 ottobre 2018 Krämeracker, Uster Durata: ? - Spettatori: ?                         | Uster            | 3 - 2 | Appenzeller Bären | 25-21, 25-16, 19-25, 19-25, 16-14 |
| 4 ottobre 2018 Spielhalle, Bösingen Durata: ? - Spettatori: ?                       | Bösingen         | 0 - 3 | Schmitten         | 21-25, 23-25, 15-25               |
| 4 ottobre 2018 Kaserne, Birmensdorf Durata: ? - Spettatori: ?                       | S9               | 0 - 3 | Wil               | 12-25, 12-25, 14-25               |
| 5 ottobre 2018 Sportanlage Im Birch, Zurigo Durata: ? - Spettatori: ?               | Volero Zurigo    | 0 - 3 | Kreuzlingen       | 18-25, 18-25, 17-25               |
| 5 ottobre 2018 Salle de l'Ecole professionnelle, Martigny Durata: ? - Spettatori: ? | Raiffeisen       | 1 - 3 | La Suze           | 16-25, 25-21, 15-25, 15-25        |
| 6 ottobre 2018 ISB, Muri bei Bern Durata: ? - Spettatori: ?                         | Muri Berna       | 3 - 0 | Murten            | 25-17, 25-11, 25-14               |
| 6 ottobre 2018 Berufsschule, Langnau im Emmental Durata: ? - Spettatori: ?          | Langnau          | 0 - 3 | Oberdiessbach     | 14-25, 15-25, 20-25               |
| 6 ottobre 2018 Salle Polyvalente, Fully Durata: ? - Spettatori: ?                   | Fully            | 0 - 3 | Val-de-ruz Sport  | 16-25, 12-25, 12-25               |
| 6 ottobre 2018 Bünten, Unterentfelden Durata: ? - Spettatori: ?                     | Aarau            | 3 - 1 | Lunkhofen         | 25-16, 11-25, 25-18, 25-18        |
| 7 ottobre 2018 Hofern, Adliswil Durata: ? - Spettatori: ?                           | Tornado Adliswil | 2 - 3 | Jona              | 25-18, 21-25, 25-22, 23-25, 3-15  |
| 7 ottobre 2018 MZG Oberhallau, Oberhallau Durata: ? - Spettatori: ?                 | Hallau           | 0 - 3 | Einsiedeln        | 18-25, 19-25, 17-25               |
| 7 ottobre 2018 Halle de Gymnase Beau-Site, Le Locle Durata: ? - Spettatori: ?       | Le Locle         | 1 - 3 | Lalden            | 24-26, 21-25, 25-19, 23-25        |
| 7 ottobre 2018 Spiezwiler, Spiez Durata: ? - Spettatori: ?                          | Spiez            | 3 - 0 | Ueberstorf        | 25-6, 25-16, 25-8                 |

### Terzo turno
| 10 ottobre 2018 Sporthalle Schlossmatt, Münsingen Durata: ? - Spettatori: ? | Münsingen        | 3 - 0 | Spiez            | 25-16, 25-18, 25-23               |
| 11 ottobre 2018 Breitehalle, Reinach Durata: ? - Spettatori: ?              | Wyna             | 1 - 3 | Jona             | 25-27, 20-25, 25-23, 17-25        |
| 14 ottobre 2018 Sporthalle Tellenfeld, Amriswil Durata: ? - Spettatori: ?   | Amriswil         | 2 - 3 | Aarau            | 9-25, 15-25, 25-20, 25-17, 8-15   |
| 15 ottobre 2018 ISB, Muri bei Bern Durata: ? - Spettatori: ?                | Muri Berna       | 3 - 0 | Grenchen         | 28-26, 25-21, 25-14               |
| 15 ottobre 2018 Turnhalle Schule Euthal, Euthal Durata: ? - Spettatori: ?   | Einsiedeln       | 0 - 3 | Kanti Limmattal  | 24-26, 10-25, 22-25               |
| 15 ottobre 2018 Gwatt, Schmitten Durata: ? - Spettatori: ?                  | Schmitten        | 0 - 3 | Val-de-ruz Sport | 11-25, 16-25, 27-29               |
| 16 ottobre 2018 Zinzikon, Winterthur Durata: ? - Spettatori: ?              | Smash Winterthur | 3 - 1 | Kreuzlingen      | 25-14, 25-22, 18-25, 25-23        |
| 17 ottobre 2018 Bezirkshalle, Steinen Durata: ? - Spettatori: ?             | Steinen          | 2 - 3 | Allschwil        | 25-20, 25-15, 12-25, 21-25, 11-15 |
| 18 ottobre 2018 La Combe, Corgémont Durata: ? - Spettatori: ?               | La Suze          | 1 - 3 | Delémont         | 22-25, 25-16, 18-25, 22-25        |
| 19 ottobre 2018 Alte Kreuzbleiche, San Gallo Durata: ? - Spettatori: ?      | San Gallo        | 3 - 0 | Andwil-Arnegg    | 25-13, 25-19, 25-17               |
| 19 ottobre 2018 Kantonsschule, Sursee Durata: ? - Spettatori: ?             | Sursee           | 2 - 3 | Wil              | 25-13, 23-25, 22-25, 25-17, 13-15 |
| 20 ottobre 2018 Athletik Zentrum, San Gallo Durata: ? - Spettatori: ?       | Rämi Zurigo      | 3 - 0 | Uzwil            | 25-22, 25-20, 31-29               |
| 21 ottobre 2018 Mehrzweckhalle, Arosa Durata: ? - Spettatori: ?             | Arosa            | 3 - 0 | Uster            | 25-23, 25-14, 25-16               |
| 21 ottobre 2018 Turnhalle Lalden, Lalden Durata: ? - Spettatori: ?          | Lalden           | 1 - 3 | Uni Berna        | 26-24, 19-25, 15-25, 17-25        |
| 21 ottobre 2018 Turnhalle Hinter Gärten, Riehen Durata: ? - Spettatori: ?   | Riehen           | 3 - 0 | Neuenkirch       | 25-22, 25-20, 25-17               |
| 28 ottobre 2018 Liebefeld / Hessgut, Liebefeld Durata: ? - Spettatori: ?    | Satus Köniz      | 0 - 3 | Servette         | 18-25, 20-25, 11-25               |

### Quarto turno
| 24 ottobre 2018 La Fontenelle, Cernier Durata: ? - Spettatori: ?                 | Val-de-ruz Sport | 3 - 1 | Münsingen       | 25-21, 20-25, 25-11, 25-22       |
| 28 ottobre 2018 Turnhalle Hinter Gärten, Riehen Durata: ? - Spettatori: ?        | Allschwil        | 1 - 3 | Arosa           | 25-22, 23-25, 26-28, 27-29       |
| 30 ottobre 2018 Kantonsschule Rämibühl Halle G, Zurigo Durata: ? - Spettatori: ? | Lägern Wettingen | 0 - 3 | Rämi Zurigo     | 18-25, 12-25, 15-25              |
| 31 ottobre 2018 Sporthalle Gymnasium, Laufen Durata: ? - Spettatori: ?           | Laufen           | 3 - 0 | Wil             | 25-10, 25-17, 25-15              |
| 1º novembre 2018 Turnhalle Hinter Gärten, Riehen Durata: ? - Spettatori: ?       | Riehen           | 1 - 3 | Aarau           | 19-25, 17-25, 25-22, 22-25       |
| 1º novembre 2018 Ecole de Culture Générale, Delémont Durata: ? - Spettatori: ?   | Delémont         | 0 - 3 | Muri Berna      | 21-25, 14-25, 22-25              |
| 1º novembre 2018 Salle du Croset, Ecublens Durata: ? - Spettatori: ?             | Ecublens         | 3 - 2 | Uni Berna       | 24-26, 25-16, 16-25, 25-20, 15-9 |
| 4 novembre 2018 Alte Kreuzbleiche, San Gallo Durata: ? - Spettatori: ?           | San Gallo        | 3 - 0 | Kanti Limmattal | 25-10, 25-18, 25-23              |
| 4 novembre 2018 Primarschule, Oberdiessbach Durata: ? - Spettatori: ?            | Oberdiessbach    | 0 - 3 | Servette        | 22-25, 21-25, 23-25              |

### Quinto turno
| 18 novembre 2018 Maladière, Neuchâtel Durata: ? - Spettatori: ?              | Val-de-ruz Sport | 3 - 2 | Visp             | 25-11, 21-25, 15-25, 25-16, 15-11 |
| 18 novembre 2018 Fluntern oben / unten, Zurigo Durata: ? - Spettatori: ?     | Rämi Zurigo      | 0 - 3 | Ecublens         | 17-25, 18-25, 18-25               |
| 18 novembre 2018 Salles Ecole des Racettes, Onex Durata: ? - Spettatori: ?   | Servette         | 2 - 3 | Volleya Obwalden | 25-18, 24-26, 19-25, 27-25, 13-15 |
| 18 novembre 2018 Alte Kreuzbleiche, San Gallo Durata: ? - Spettatori: ?      | San Gallo        | 0 - 3 | Aarau            | 15-25, 16-25, 24-26               |
| 18 novembre 2018 Turnhalle Chatzebuggel, Matzingen Durata: ? - Spettatori: ? | Aadorf           | 3 - 2 | Schönenwerd      | 25-10, 21-25, 25-19, 16-25, 15-10 |
| 18 novembre 2018 Mehrzweckhalle, Arosa Durata: ? - Spettatori: ?             | Arosa            | 0 - 3 | Gerlafingen      | 13-25, 11-25, 20-25               |
| 18 novembre 2018 Rain, Jona Durata: ? - Spettatori: ?                        | Jona             | 0 - 3 | Therwil          | 22-25, 20-25, 12-25               |
| 18 novembre 2018 Mehrzweckhalle, Liesberg Durata: ? - Spettatori: ?          | Laufen           | 0 - 3 | Köniz            | 14-25, 22-25, 12-25               |
| 18 novembre 2018 ISB, Muri bei Bern Durata: ? - Spettatori: ?                | Muri Berna       | 3 - 1 | Smash Winterthur | 20-25, 25-17, 25-19, 25-18        |
| 18 novembre 2018 Kantonsschule, Glarus Durata: ? - Spettatori: ?             | Glaronia         | 0 - 3 | Münchenbuchsee   | 17-25, 15-25, 15-25               |

### Sesto turno
| 2 dicembre 2018 Gym Guntershausen, Guntershausen bei Aadorf Durata: ? - Spettatori: ? | Aadorf         | 3 - 0 | Volleya Obwalden | 25-13, 25-20, 26-24               |
| 2 dicembre 2018 99er sports hall, Therwil Durata: ? - Spettatori: ?                   | Therwil        | 3 - 0 | Steinhausen      | 25-19, 25-15, 25-23               |
| 2 dicembre 2018 Salle du Croset, Ecublens Durata: ? - Spettatori: ?                   | Ecublens       | 2 - 3 | Val-de-ruz Sport | 29-31, 21-25, 25-16, 25-23, 12-15 |
| 2 dicembre 2018 Sports hall Weissenstein, Berna Durata: ? - Spettatori: ?             | Münchenbuchsee | 3 - 0 | Köniz            | 25-19, 25-13, 25-21               |

### Ottavi di finale
| 13 gennaio 2019 Berufsschule BSA, Aarau Durata: ? - Spettatori: ?                | Aarau            | 0 - 3 | Münchenbuchsee      | 23-25, 13-25, 20-25               |
| 13 gennaio 2019 99er-Sporthalle, Therwil Durata: ? - Spettatori: ?               | Therwil          | 0 - 3 | Franches-Montagnes  | 18-25, 13-25, 18-25               |
| 13 gennaio 2019 IBS, Muri bei Bern Durata: ? - Spettatori: ?                     | Muri Berna       | 2 - 3 | Gerlafingen         | 25-27, 26-24, 26-24, 12-25, 13-15 |
| 13 gennaio 2019 Salle Derrière-la-Ville 5, Cheseaux Durata: ? - Spettatori: ?    | Cheseaux         | 1 - 3 | Sm'Aesch Pfeffingen | 25-23, 22-25, 17-25, 19-25        |
| 13 gennaio 2019 Sporthalle Leimacker, Düdingen Durata: ? - Spettatori: ?         | Düdingen         | 3 - 1 | Genève              | 25-16, 25-15, 17-25, 25-13        |
| 13 gennaio 2019 Centre scolaire des Mûriers, Colombier Durata: ? - Spettatori: ? | Val-de-ruz Sport | 0 - 3 | Neuchâtel           | 16-25, 15-25, 18-25               |
| 13 gennaio 2019 Sporthalle Löhracker, Aadorf Durata: ? - Spettatori: ?           | Aadorf           | 0 - 3 | Lugano              | 12-25, 18-25, 20-25               |

### Quarti di finale
| 3 febbraio 2019 Sekundarschule, Münchenbuchsee Durata: ? - Spettatori: ?   | Münchenbuchsee | 1 - 3 | Franches-Montagnes  | 19-25, 17-25, 25-18, 14-25 |
| 3 febbraio 2019 Kirchacker, Gerlafingen Durata: ? - Spettatori: ?          | Gerlafingen    | 0 - 3 | Sm'Aesch Pfeffingen | 12-25, 15-25, 11-25        |
| 3 febbraio 2019 BBC-Arena, Sciaffusa Durata: ? - Spettatori: ?             | Kanti          | 3 - 1 | Düdingen            | 25-17, 8-25, 25-21, 29-27  |
| 3 febbraio 2019 Halle de la Riveraine, Neuchâtel Durata: ? - Spettatori: ? | Neuchâtel      | 3 - 0 | Lugano              | 26-24, 25-11, 25-20        |

### Semifinali
| 24 febbraio 2019 Salle de Gym La Pépinière, Les Breuleux Durata: ? - Spettatori: ? | Franches-Montagnes | 0 - 3 | Sm'Aesch Pfeffingen | 17-25, 20-25, 20-25        |
| 24 febbraio 2019 BBC-Arena, Sciaffusa Durata: ? - Spettatori: ?                    | Kanti              | 1 - 3 | Neuchâtel           | 17-25, 25-27, 25-11, 18-25 |

### Finale
| 30 marzo 2019 St.-Leonhard-Halle, Friburgo Durata: ? - Spettatori: 2 313 | Sm'Aesch Pfeffingen | 1 - 3 | Neuchâtel | 25-20, 19-25, 19-25, 20-25 |